# Članek
Članek je krajši pisni sestavek, namenjen podajanju informacij o kakem političnem, gospodarskem, kulturnem ali drugem področju, lahko pa tudi razpravi. Članek ima svoje mesto predvsem v časopisu in reviji. Z razvojem časopisa je tudi članek, ki je namenjen širšemu občinstvu, dobil čedalje večji pomen. Uvodni članek v dnevnem časopisu se imenuje uvodnik. Uvodnik navadno prinaša načelno stališče o pomembnejših političnih, gospodarskih ali družbenih vprašanjih.
Poseben tip članka je znanstveni članek, namenjen zlasti poročanju o rezultatih znanstvenega dela v znanstveni reviji.